# クロイ・マリー・マクナマラ
クロイ・マリー・マクナマラ（Croi Marie McNamara、1975年9月1日 - ）は、アメリカ合衆国コロラド州出身の女性テレビプロデューサー、元タレントである。

## 来歴
アメリカ合衆国コロラド州出身。両親は大学教授。
10歳の時に両親の仕事の関係でエジプトで生活していた。
1993年4月から2年間、NHK『英語であそぼ』（現『えいごであそぼ』）に「マリー」役で出演。出演期間中はテンプル大学ジャパンキャンパスに在籍した。1997年まで日本で活動したのち、テレビプロデューサーに転身し、ナショナルジオグラフィックテレビジョンなどの番組制作会社を経て、2008年10月からディスカバリー・コミュニケーションズに勤務している。二児の母。

## 出演番組
- 英語であそぼ（NHK、1993年 - 1995年）
- ハローキティとバッドばつ丸（テレビ東京）

## CM
- カネボウ プロテインマイルド

## ファミリーコンサート
| 公演   | タイトル              | 出演者（一部を除く） |
| ------ | --------------------- | --- |
| 1994年 | 世界のうた こんにちは | 速水けんたろう、茂森あゆみ、佐藤弘道、松野ちか みど、ふぁど、れっしー、そらお 小嶋信之、山岸隆弘、クロイ・マリー・マクナマラ、ジョンジョン じゃじゃまる、ぴっころ、ぽろり |

## CD
- 年齢別どうよう 2～4才向（1995年2月21日）
  - セブン・ステップス
- たのしい英語のうた～アルファベットのうた～（1999年2月20日）
  - おはよう、わたしはこうやるの、6わのちいさいアヒル、7ほ、手をたたきましょう（山野さと子、森の木児童合唱団のバージョンをカバー）、ひらいてむすんで、ちびっこクモさん、10このふとったソーセージ、大きな栗の木の下で、あめあめやんでくれ～かみなりがきこえる、ラベンダーはあお、もりのくまさん、こブタがマーケットにいったよ、ベッドのなかに10ぴきいたよ、ウィー・ウィリー・ウィンキー、キラキラぼし（鳥海佑貴子、鹿島かんなのバージョンをカバー）